# Азиатская табби
Азиатская табби (англ. Asian Tabby) — порода кошек, выведенная в Великобритании и относящаяся к группе азиатских короткошёрстных кошек. Иное название породы — Азиатская кошка. Кошек окраса азиатская табби признали в качестве отдельной породы в Великобритании в 1990 году. Данная порода является не слишком распространённой в мире. В силу малой распространенности и небольшого числа кошек этой породы стоимость котенка довольно высока и составляет в среднем от 800 до 1000 долларов США.

## Происхождение
Кошки данной породы появились от скрещивания бирманской породы и породы персидская шиншилла, впоследствии бирманская порода кошек скрещивалась с абиссинскими кошками.

## Характеристика породы
Кошка породы азиатская табби имеет крепкое тело среднего размера, округлую мощную грудную клетку, овальные и очень изящные лапки. У неё прямой хвост средней длины, который сужается к овальному кончику. Шерсть кошки короткая, блестящая и тонкая, практически не имеет подшерстка. Большие, широко поставленные уши, с лёгким наклоном вперед. Внешние очертания ушей продолжают контуры верха лицевой части головы.
Глаза большие, широко расставленные. Верхнее веко имеет ориентальную форму, нижнее — округлую. Цвет глаз включает в себя оттенки от жёлтого до янтарного.
Эта порода азиатских короткошёрстных кошек включает в себя широкий ряд разновидностей с неоднородной расцветкой — четыре основных расцветки и все окрасы. Типичные представители данной группы — дружелюбные, понятливые, активные, игривые кошки.
Характер активный, дружелюбный, любопытный. Кошки данной породы ориентированы на общение с человеком или собратьями, поэтому плохо переносят одиночество. В норме у животных этой породы нет территориальной или половой агрессии, особи одного пола отлично уживаются друг с другом, как и особи разного пола.
Азиатские табби подвижны, склонны к активным играм и лазанью, что стоит учитывать и обеспечить достаточным количеством игрушек и снарядов для прыжков.

## Описание

### Официальный стандарт породы[1]
Туловище: корпус среднего сложения, масса тела в пределах от 4 до 7 кг. Самки отличаются более миниатюрным и легким сложением. Туловище довольно удлиненное, очень сильное, с хорошо развитой мышечной массой. Животное производится впечатление крупного, тяжелого. Контуры силуэта скрученные, плавные. Линия спины прямая, бедра и плечевой пояс расположены на одной прямой.
Конечности средней длины, пропорциональные общим габаритам тела. Лапы сильные, мускулистые и устойчивые, заканчиваются овальными по конфигурации подушечками. Задние конечности незначительно превышают по длине передние.
Хвост средней длины, прямой, незначительно увеличивается в ширину у основания. На конце хвоста может быть кисточка удлиненных остевых волос. 
Голова средних габаритов, по конфигурации напоминает слегка видоизмененный клин. Все очертания мягкие и сглаженные. Выступающие части черепа хорошо визуализированы, подбородок мощный, сильные скулы, щеки выражены, у котов значительно сильнее чем у кошек. Морда уменно широкая, приплюснутая. Нос маленький, профиль ровный.
Уши: ушные раковины не слишком большие, расположены весьма далеко друг от друга, с легким, еле заметным наклоном к переду. От основания уши заметно сужаются к закругленному кончику.
Глаза большие, акцентированные контрастным окрасом шерсти по краю век. Размещены глаза достаточно глубоко, на среднем расстоянии друг от друга и под незначительным углом наклона. По форме округлые или умеренно миндалевидные. Цвет от светло-лимонного до насыщенного золотистого. Предпочтителен насыщенный цвет глаз, наиболее выделяющийся на фоне окраса.
Шерсть тонкая, густая, плотно прилегает к телу животного. На ощупь мягкая, шелковистая, без выраженного остевого волоса. Характерный признак породы - шелковистый или металлический блеск волоса.
Окрас: базовые окрасы могут быть самыми разнообразными, встречаются особи светло-голубого, красноватого, темно-красного, абрикосового, кремового, карамельного, лилового, серо-голубого, черепахового, черного и прочих окрасов, на котором обязателен рисунок табби, давший название породе. Различают четыре основных разновидности расположения пятен.
Пятнистая табби — это вариант предполагает темные мелкие пятна различной формы и размера на светлом основном фоне.
Мраморная табби — характеризуется полосами на боковых сторонах туловища, которые расположены симметрично и имеют форму спирали или закручивающихся мазков.
Тигровая табби — это насыщенно-темные параллельные полосы (тигровины), расположены вертикально на светлом фоне.
Тикированная табби — кроме основного окраса шерсть имеет зонарную окраску с контрастной покраской кончиков остевого волоса. Глаза, рот и нос очерчены тонкой, но очень заметной линией.

### Дисквалифицирующие признаки
- Пегий окрас.
- Отсутствие выраженного рисунка таблицы в окрасе.
- Отсутствие рисунка табби на морде тикированных особей.
- Крипторхизм.
- Узлы и заломы хвоста
- Длинношерстность